# André Evard
Jean André Evard, né le 1er juin 1876 à Renan, près de La Chaux-de-Fonds et mort le 20 juillet 1972 au Locle, est un peintre et dessinateur suisse. Il est en particulier significatif pour le domaine du constructivisme et compte parmi les premiers artistes à avoir travaillé de manière non figurative. Il a produit au cours de sa vie des centaines de peintures à l'huile, un grand nombre de dessins ainsi que 2000 à 3000 aquarelles et gouaches.

## Biographie
André Evard est né le 1er juin 1876 à Renan (Jura bernois), fils de Jean-Félix Evard (1849-1879) et de Marie Sagne (1852-1921). Après le décès de son père, la mère et le fils emménagent à La Chaux-de-Fonds, où Marie Evard tient une pâtisserie. D'abord également pâtissier, André entreprend ensuite des études d'art, rendues possibles par un héritage. Il étudie de 1905 à 1909 à l'École d'Art de La Chaux-de-Fonds et suit les cours d'arts décoratifs de Charles L'Eplattenier, ancien élève de Ferdinand Hodler. Il se fait remarquer par des travaux d'orfèvrerie et des émaux d'une grande finesse, ce qui lui vaut le surnom de "bijoutier de la peinture" de la part de L'Eplattenier, qui lui prédit un avenir d'émailleur. À cette époque, l'art d'Evard est encore fortement influencé l'Art nouveau. Parmi ses amis d'études figurent entre autres Le Corbusier, Conrad Meili et Léon Perrin, avec lesquels il travaille à la décoration et à la peinture de villas privées et d'églises dans le style sapin. Il aménage par exemple avec Le Corbusier les pièces intérieures de la Villa Fallet à La Chaux-de-Fonds.
À partir de 1907, l'intérêt artistique d'Evard se concentre principalement sur la peinture et le dessin. Il entreprend la même année un long voyage d'études en Italie, où il se consacre à l'étude des maîtres. Dans les années suivantes, les œuvres qu'il réalise sont surtout des portraits de petit format et des paysages expressifs. Il réalise ses premiers collages dès 1908, mais ils rencontrent une vive opposition. Ses participations à différentes expositions, comme à Munich en 1909 ou à Neuchâtel en 1914, ne rencontrent pas non plus de succès. S'ensuivent une profonde crise dans sa création et une réorientation totale. Il entreprend ainsi à partir de 1913 ses premiers essais abstraits, cubistes et constructifs, qui le mènent au premier rang de l'avant-garde, et non seulement en Suisse. Il se consacre de plus en plus au principe de la série (comme avec ses Roses), car les variations formelles et colorées sur un motif de base le fascinent.
Après le décès de sa mère, il séjourne pendant de longues périodes à Paris de 1923 à 1927, et s'attelle de nouveau à l'étude approfondie des maîtres anciens et modernes. Il rencontre des artistes tels que Georges Braque, Robert Delaunay et Theo van Doesburg, qui lui propose de travailler au sein du groupe De Stijl. Il entre aussi pour la première fois en contact avec la sculpture africaine, ce qui renforce son intérêt pour l'art extra-européen. Il accorde une importance particulière à la couleur noire, qui est pour lui "l'aristocrate des couleurs". Certaines de ses œuvres abstraites, cubistes et constructives réalisées dans ces années parisiennes sont exposées au Salon des Indépendants et au Salon d'Automne. Bien qu'André Evard soit alors un artiste central de l'avant-garde, il refuse les propositions de marchands d'art et ne cède presque jamais ses œuvres à des galeristes ou à des collectionneurs. Il cherche la reconnaissance presque exclusivement dans le contexte des institutions officielles.
De retour à La Chaux-de-Fonds, il épouse en 1928 Madelaine Reguin, fille du peintre Louis Reguin. L'année suivante marque un tournant difficile : en raison du krach boursier, il perd toute sa fortune. À partir de ce moment et jusqu'à la fin de sa vie, il vit de manière très modeste. Les voyages à Paris ne lui sont plus possibles. Son influence se réduit ainsi à sa région, que dès lors il ne quitte plus. Ses œuvres avant-gardistes ne sont pas populaires auprès d'un public conservateur. Résigné, il cesse d'abord sa production, puis change de style à partir de 1932, pour augmenter ses chances de vente. Il crée ainsi, en plus de ses travaux concrets qu'il poursuit en parallèle, une quantité de natures mortes et de paysages figuratifs traditionnels, presque sans représentation humaine, qui se distingue par leur puissant coloris.
Il participe à plusieurs expositions, comme Zeitprobleme in der Schweizer Malerei und Plastik en 1936 à la Kunsthaus de Zurich. Il est le dixième membre à rejoindre le groupe d'artistes nouvellement fondé allianz, qui offre une plateforme aux artistes de l'avant-garde et rassemble des représentants importants de l'art abstrait et surréaliste. Mais ici aussi, il n'utilise pas les avantages du groupe, qui ne suscite que très peu l'intérêt du public local. L'art suisse officiel s'orientant vers un goût traditionnel, il devient pour Evard quasiment impossible d'obtenir des commandes publiques. Il est ainsi progressivement relégué à l'arrière- plan, et choisit de se retirer dans l'isolement. La dernière exposition de ses productions faite de son vivant a lieu en 1951.
Son art a sans cesse oscillé entre un style abstrait et un style figuratif. Ses nombreux paysages et natures mortes se caractérisent par un coloris puissant, qui exprime sa vision panthéiste de la nature. Il a représenté de nombreux couchers de soleils et des paysages colorés du Jura. Peu avant sa mort en 1972, il termina sa dernière œuvre : une croix rayonnante et triomphale. André Evard est resté pendant longtemps dans l'oubli. Ce n'est que depuis ces dernières années que des efforts ont été produits pour faire connaître à nouveau son œuvre aux multiples facettes. En 1975, l'écrivain suisse Pierre du Bois de Dunilac fit connaître son œuvre et sa vie à travers un livre qui fut le premier à lui être uniquement consacré. En 2005, sous l'impulsion d'Edmond Charrière et de Silvia Rohner, une exposition de son œuvre eut lieu au Musée des beaux-arts de La Chaux-de-Fonds, ce qui peut être considéré comme une reconnaissance officielle de son talent.

## Œuvre
Après la fin de ses études, Evard a d'abord peint dans la continuité de la tradition française de la fin du XIXe siècle et du début du XXe siècle. Il mêle les influences de la peinture de salon, de l'impressionnisme et du symbolisme avec les influences de Vincent Van Gogh mais aussi de l'art extrême-oriental, qu'il confond en créant ainsi un style bien à lui. Dans ses compositions de couleurs, il sait coordonner des couleurs entièrement opposées dans une harmonie absolue. Une extrême liberté d'impression, une grande variété d'ambiances, des modulations de couleurs subtiles et une vivacité chromatique caractérisent son œuvre, car Evard souhaitait rendre aux couleurs leur "esprit".
Progressivement, il finit par se défaire des formes données, ornementales ou symboliques et passe de l'ornement à la structure. Dans des œuvres telles que Crocus, Roses, Roses noires, Chardon, Nocturne ou Pyramide, c'est par exemple un dessin sobre et plastique ou géométrique qui est au premier plan. Ses œuvres des années 1920 rappellent ainsi Vassily Kandinsky, Juan Gris et Georges Braque. A contrario, il semble unir toutes ces diverses influences dans un style bien à lui.
Un exemple modèle pour son évolution d'une peinture figurative à une peinture constructive est sa série de Roses. En 1917, il introduit avec Trois roses pour la première fois un motif auquel il va se consacrer pendant plus d'une décennie.https://www.youtube.com/watch?v=95_5Bt332i0 Son penchant pour les variations et une méthode de travail obsessive s'affichent ici pour la première fois : il change une fois les couleurs de manière à peine perceptible, une autre fois au contraire toute la composition. L’abstraction progressive à partir d’un objet de la nature s’accomplit ici de manière exemplaire, en passant du cubisme jusqu’au constructivisme. Tandis qu’au début il accorde de l’importance à rester fidèle à la couleur, il abandonne progressivement cet aspect, se libère des couleurs et ajoute des lignes verticales et horizontales dans l’image, faisant ainsi de l’objet représenté une forme presque purement géométrique. Evard s’éloigne de la représentation figurative grâce à ces lignes qui créent une tension dans l’espace et choisit les couleurs par leurs valeurs sentimentales, chaudes et froides, claires et foncées ou ludiques et sévères.
L’œuvre d’André Evard est difficile à classer dans les catégories de l’histoire de l’art. Il ne s’est attaché à aucun courant stylistique et il a au contraire fait appel au passé, mélangé les styles et inventé du nouveau. Aussi bien l’Art nouveau que le cubisme ou l'abstraction géométrique et constructiviste ont marqué son œuvre. Alors qu'il faisait partie à Paris de l'avant-garde, il est retourné par la suite à la peinture figurative.
D'un côté, le jeu des formes et des couleurs conduit à des paysages figuratifs très expressifs, de l'autre, résultent de sa réduction claire des natures mortes fascinantes, qui donnent à voir des combinaisons de couleurs inhabituelles et des relations entre l'objet et l'espace entièrement nouvelles. André Evard peignait de manière abstraite alors que presque personne encore ne le faisait et il est retourné à la peinture figurative lorsque l'art abstrait dominait. Il a toujours pris le risque de changer de style, et c'est aussi ce qui fait la particularité de son œuvre artistique.

## Liste d'œuvres
- Étude décorative pour un projet de peinture murale, gouache et aquarelle sur papier, 1908, Musée des beaux-arts, La Chaux-de-Fonds.
- Plafond aux oiseaux et papillons, peinture sur plâtre, 1905, rue du Nord, La Chaux-de-Fonds.
- Projet de vitrail aux grandes gentianes jaunes (Probablement pour l'Eglise de Coffrane), gouache et aquarelle sur papier, 1905, Musée des beaux-arts, La Chaux-de-Fonds.
- Davantage d'œuvres peuvent être vues sur le site de la Kunsthalle Messmer[3].

## Expositions
- 1936 : Exposition "Zeitprobleme in der Schweizer Malerei und Plastik", à la Kunsthaus de Zurich.
- 1951 : Rétrospective au Musée des beaux-arts de La Chaux-de-Fonds.

### Expositions posthumes et redécouverte de l'artiste
- 1973-1974 : Exposition à la Galerie suisse de Paris.
- 1975 : Exposition au Château de La Sarraz.
- 1981 : Exposition au Musée des beaux-arts de Winterthour.
- 1981 : Exposition au Musée des beaux-arts d'Argovie.
- 1993 : Exposition au Kunstmuseum Olten.
- 2005 : Exposition au Musée des beaux-arts de La Chaux-de-Fonds du 24 septembre au 13 novembre 2005. Cette exposition a établi la renommée internationale de cet artiste.
- 2012 : Exposition Le Corbusier & André Evard. Vom Jugendstil zur Moderne à la Kunsthalle Messmer, Riegel am Kaiserstuhl.